# واندا كولمان
واندا كولمان (بالإنجليزية: Wanda Coleman)‏ هي كاتبة سيناريو وكاتِبة وشاعرة أمريكية، ولدت في 13 نوفمبر 1946 في Watts, Los Angeles ‏ في الولايات المتحدة، وتوفيت في 22 نوفمبر 2013 في لوس أنجلوس في الولايات المتحدة.

## وصلات خارجية
- واندا كولمان على موقع IMDb (الإنجليزية)
- واندا كولمان على موقع كينوبويسك (الروسية)